# 토케 탈라기

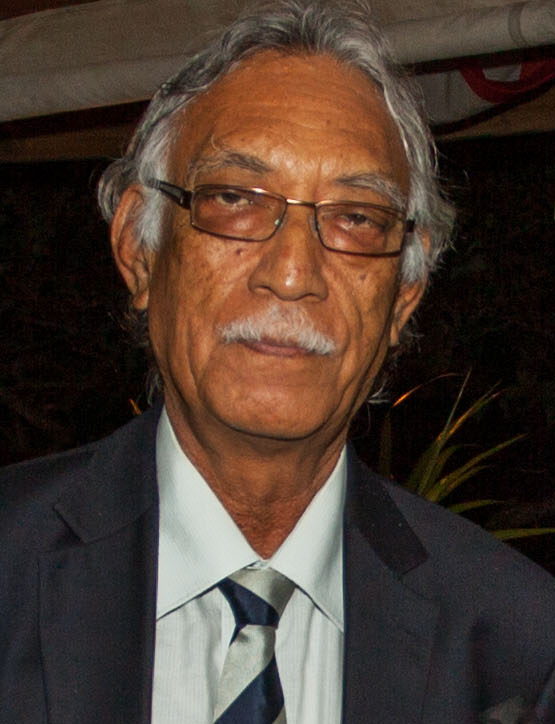
토케 탈라기

토케 탈라기(Toke Talagi, 1951년 1월 9일 ~ 2020년 7월 15일)는 니우에의 정치인이다.

## 생애
1951년 알로피에서 태어났고, 뉴질랜드 매시 대학교 농업 학사 학위를 받았다. 1991년 영사, 1999년 국회의원, 2002년 니우에 금융통신교육환경부 장관을 거쳐, 2008년 6월 19일 니우에 총리 임기 시작하여, 2020년 6월 11일 총리직을 물러났다. 2020년 7월 15일 알로피 자택에서 사망했다.

## 같이 보기
- 니우에